# Durapower Holdings

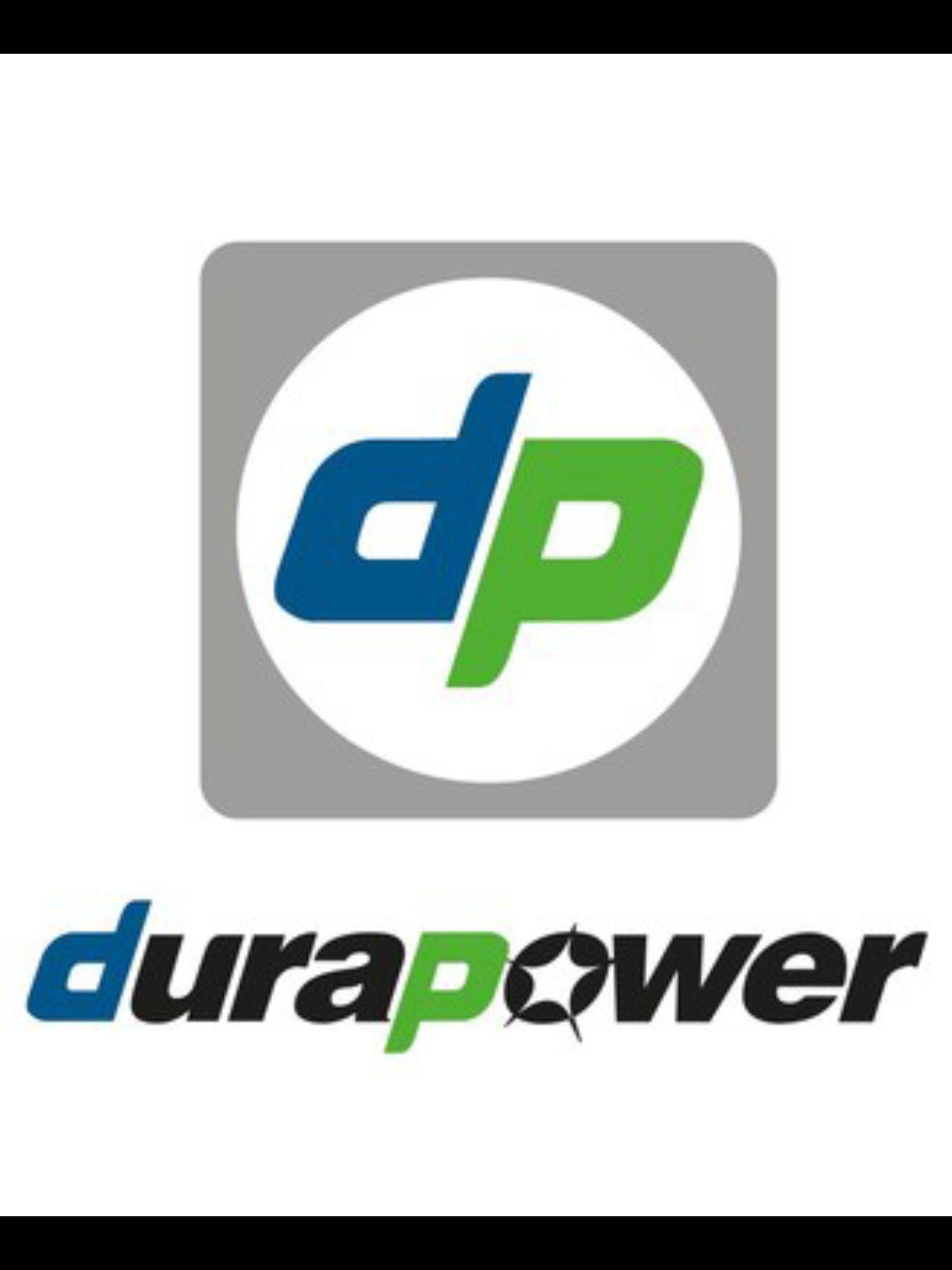
[https://durapowergroup.com/corporate-profile/ durapowergroup.com

Durapower Holdings — промислова компанія з виробництва, дослідження та розробки матеріалів для літій-іонних акумуляторів і рішень для зберігання енергії. Компанія створена у 2009 році, форма власності Компанії — приватна. Головний офіс компанії знаходиться у Сінгапурі. Засновником компанії є Lee Wan Tang, генеральним директором — Kelvin Lim.
Компанія DuraPower спеціалізується на проєктуванні, виробництві та інтеграції систем літієвих батарей для автомобільних систем і систем зберігання енергії. Батареї Durapower використовуються в електричній мобільності та стаціонарних системах зберігання енергії, таких як повністю електричні транспортні засоби, гібридні електричні транспортні засоби, спеціальні електромобілі, накопичувачі відновлюваної енергії, безперебійне електропостачання, центри обробки даних, телекомунікаційна галузь, накопичувачі енергії в мережі та поза нею. і т. д.
Durapower має глобальну мережу клієнтів у 40 містах у 18 країнах, включаючи Нідерланди, Бельгію, Китай, Індію та Японію.

### Перелік інвесторів компанії Durapower
- Banpu NEXT Co., Ltd[2](Бангкок, Таїланд)- постачальник розумних та інноваційних рішень для виробництва і зберігання чистої енергії. Лідер галузі в Азійському регіоні.

### Проєкти компанії Durapower
Власником компанії з часткою 65,10 % є компанія Banpu NEXT Co., Ltd, і тому більшість проєктів буде пов'язано з планами інвестора щодо розвитку і розширення свого бізнесу в глобальному масштабі.

### Відзнаки
У вересні 2024 року компанію Durapower Holdings Pte Ltd визнано однією з найкращих технологічних компаній наступного покоління за версією Сингапурської фондової біржі (SGX)

### Сертифікація продукції компанії Durapower
Компанія отримала наступні сертифікати та погодження:
- ISO9001:2015 QAI Certified ISO9001:2008 TUV Certified ISO14001:2015 ISO45001:2018
- IEC62660-2 (EV)
- IEC62619 (ESS)
- Type Approval (Marine) BV Certified CE Directive EMC 2014/30/EU
- ECE R100.2 IDIADA
- IATF16949:2016
- GB QC/T 743—2006 CNAS Lab Certified